# Domek na prerii (serial telewizyjny)
Domek na prerii (ang. Little House on the Prairie, 1974–82, Little House: New Beginning, 1982–83) – amerykański serial telewizyjny, będący luźną ekranizacją książek Laury Ingalls Wilder z serii Domek. Od stycznia 2015 serial w wersji polskiej jest emitowany przez TV Silesia.
Poprzedzający go film pilotowy, będący dość wierną adaptacją książki Domek na prerii (tom drugi cyklu), został wyemitowany na wiosnę 1974 roku. Jako że zdobył uznanie widzów, jesienią – 11 września 1974 roku, stacja telewizyjna NBC nadała pierwszy odcinek zatytułowany „Harvest Of Friends” (w polskiej wersji: Żniwo).
Serial (wraz z kilkoma zrealizowanymi w tym samym czasie filmami telewizyjnymi) powstawał przez 10 lat. W tym czasie aż sześciokrotnie znajdował się w pierwszej 20 najchętniej oglądanych seriali. W ostatnim sezonie, zmieniony został tytuł na Little House: New Beginning i traktowany był niekiedy od tego momentu jako spin-off oryginalnego serialu.
Aktorzy i twórcy „Domku” byli wielokrotnie nominowani i nagradzani wieloma prestiżowymi nagrodami, w tym Złotymi Globami i Emmy.

## Fabuła
Osią serialu są losy rodziny amerykańskich pionierów, która osiedla się w miasteczku Walnut Grove. Charles - głowa rodziny - buduje dom i zajmuje się gospodarstwem, a dodatkowo – pracuje w tartaku. W prowadzeniu farmy pomaga mu żona Caroline oraz cztery córki - Laura, Mary, Carrie i Grace, który jednocześnie chodzą do szkoły i przeżywają mnóstwo towarzyszących temu perypetii.
Z biegiem lat, serial coraz częściej skupiał się również na losach bohaterów drugoplanowych - mieszkańców miasteczka, sąsiadów i szkolnych kolegów córek Ingallsów. Poruszał liczne problemy społeczne, jak np. alkoholizm, narkomania, rasizm, niepełnosprawność, a nawet - gwałt. Choć kwalifikowany jako dramat rodzinny, posiada też wiele odcinków lekkich, komediowych. 

### Serial a pierwowzór literacki
Serial nigdy nie był wierną ekranizacją ani cyklu powieściowego, ani autentycznych losów rodziny Ingallsów, a różnice te pogłębiały się z upływem kolejnych lat. Większość przedstawianych w nim historii i osób została wymyślona, choć zdarzają się wydarzenia w pełni lub częściowo zaczerpnięte z wersji powieściowych.
Prawdziwa rodzina Ingallsów w Walnut Grove w stanie Minnesota spędziła tylko kilka lat (1874-1876, 1877-1879), podczas gdy serialowa mieszka w nim przez większą część trwania akcji (porównaj: Nad Śliwkowym Strumieniem). Nigdy nie adoptowali dzieci (w serialu z czasem pojawiają się Albert, James i Cassandra), a Mary Ingalls nie wyszła za mąż i nie nauczała w szkole dla dzieci niewidomych.

## Obsada
Rodziny Ingallsów, Wilderów i Kendall
- Michael Landon jako Charles Ingalls - 187 odcinków (1974-83)
- Karen Grassle jako Caroline Ingalls - 183 odcinki (1974-82)
- Melissa Gilbert jako Laura Ingalls - 205 odcinków (1974-83)
- Melissa Sue Anderson jako Mary Ingalls - 163 odcinki (1974-81)
- Lindsay i Sidney Greenbush jako Carrie Ingalls - 183 odcinki (1974-82)
- Brenda i Wendi Turnbaugh jako Grace Ingalls - 60 odcinków (1978-82)
- Matthew Laborteaux jako Albert Quinn/Ingalls - 89 odcinków (1976-83)
- Missy Francis jako Cassandra Cooper/Ingalls - 21 odcinków (1981-82)
- Jason Bateman jako James Cooper/Ingalls - 21 odcinków (1981-82)
- Dean Butler jako Almanzo Wilder - 65 odcinków (1979-83)
- Shannen Doherty jako Jenny Wilder - 18 odcinków (1982-83)
- Sarah i Jennifer Coleman jako Rose Wilder - 17 odcinków (1982-83)
- Jennifer i Michelle Steffin jako Rose Wilder - finałowe filmy (1983-84)
- Linwood Boomer jako Adam Kendall - 35 odcinków (1978-81)
- Lucy Lee Flippin jako Eliza Jane Wilder - 18 odcinków (1979-82)

Rodzina Olesonów
- Richard Bull jako Nels Oleson - 146 odcinków (1974-83)
- Katherine MacGregor jako Harriet Oleson - 153 odcinki (1974-83)
- Alison Arngrim jako Nellie Oleson - 104 odcinki (1974-82)
- Jonathan Gilbert jako Willie Oleson - 140 odcinków (1974-83)
- Allison Balson jako Nancy Oleson - 33 odcinki (1981-83)
- Steve Tracy jako Percival Dalton - 11 odcinków (1980-81)
- Sherri Stoner jako Rachel Brown/Oleson - 2 odcinki (1983)

Rodzina Edwardsów
- Victor French jako Isaiah Edwards - 59 odcinków (1974-83)
- Bonnie Bartlett / Corinne Camacho jako Grace Snider/Edwards - 26 odcinków (1974-79)
- Radames Pera jako John Sanderson, Jr./Edwards - 8 odcinków (1975-77)
- Brian Part jako Carl Sanderson/Edwards - 19 odcinków (1975-77)
- Kyle Richards jako Alicia Sanderson/Edwards - 19 odcinków (1975-82)
- Jonathan Hall Kovacs jako Matthew Rogers/Edwards - 5 odcinków (1982-83)

Rodzina Garveyów
- Merlin Olsen jako Jonathan Garvey - 51 odcinków (1977-81)
- Hersha Parady jako Alice Garcey - 34 odcinki (1976-80)
- Patrick Laborteaux jako Andy Garvey - 44 odcinki (1977-81)

Rodzina Carterów
- Stan Ivar jako John Carter - 19 odcinków (1982-83)
- Pamela Roylance jako Sarah Reed Carter - 15 odcinków (1982-83)
- Lindsay Kennedy jako Jeb Carter - 18 odcinków (1982-83)
- David Friedman jako Jason Carter - 18 odcinków (1982-83)

Rodzina Kennedych
- Eileen Ryan / Janice Carroll jako pani Kennedy - 3 odcinki (1974-75)
- Wayne Heffley jako pan Kennedy - 4 odcinki (1974-75)
- Tracie Savage jako Christy Kennedy - 10 odcinków (1974-75)
- Robert Hoffman jako Sandy Kennedy - 4 odcinki (1974)

Pozostali mieszkańcy Walnut Grove
- Kevin Hagen jako doktor Baker - 113 odcinków (1974-83)
- Dabbs Greer jako pastor Alden - 77 odcinków (1974-83)
- Karl Swenson jako pan Hanson - 41 odcinków (1974-78)
- Charlotte Stewart jako Eva Beadle/Simms - 47 odcinków (1974-78)
- Ketty Lester jako Hester Sue Terhune - 40 odcinków (1977-83)
- Ruth Foster jako Melinda Foster - 61 odcinków (1974-83)
- Queenie Smith jako Amanda Whipple - 5 odcinków (1974-77)
- James Jeter jako Hans Dofler - 9 odcinków (1974-80)
- Ted Gehring jako Ebenezer Sprague - 5 odcinków (1975-76)
- Leslie Landon jako Etta Plum - 19 odcinków (1975-83)
- Moses Gunn jako Joe Kagan - 5 odcinków (1977-81)
- Sam Edwards jako pan Anderson - 7 odcinków (1978-83)
- Don "Red" Barry jako Judd Larrabee - 6 odcinków (1976-79)
- Dub Taylor jako Houston Lamb - 4 odcinki (1980-81)
- Carl Pitti (32 odcinki), Jack Lilley (30), Richard Lilley (5), Dan McBride (12) i inni jako mieszkańcy Walnut Grove
- Michelle Downey jako Sue Goodspeed - 20 odcinków (1978-81)
- Jimmy McNichol jako Harry Backer - 3 odcinki (1974)
- Michelle Christie jako Cassie - 1 odcinek (1974)
- Bryce Berg (5 odcinków), Clay Greenbush (9), Cindy Moore (20), Maggie Munro (1) i inni jako pozostali uczniowie

Wybrane występy gościnne
- Willie Aames (1 odcinek), Anne Archer (1), Hermione Baddeley (3 odcinki w latach 1977-79), Jonathan Banks (1), Billy Barty (2 odcinki w latach 1979-82), Peter Billingsley (1), Dirk Blocker (1), Ray Bolger (2 odcinki w latach 1978-79), Ernest Borgnine (2 odcinki w roku 1974), Christopher Bowman (2 odcinki w latach 1978-79), Todd Bridges (1), Red Buttons (1), Johnny Cash (1), June Carter Cash (1), Charles Cioffi (1), Michael Conrad (1), James Cromwell (2 odcinki w roku 1980), David Faustino (1), Gil Gerard (1), Louis Gossett Jr. (1), Jerry Hardin (1), Melora Hardin (2 odcinki w roku 1981), Mariette Hartley (1), John Hillerman (1), Rance Howard (1), Ernie Hudson (1), Rick Hurst (1), John Ireland (2 odcinki w latach 1976-78), Burl Ives (1), Richard Jaeckel (3 odcinki w latach 1976-81), Jack Kruschen (1), Katy Kurtzman (2 odcinki w latach 1977-78), Michael Landon Jr. (2 odcinki w roku 1977), Leslie Landon (19 odcinków w latach 1975-83), Shawna Landon (1), Charles Lane (1), Sheila Larken (1), Robert Loggia (1), Mike Lookinland (1), Chuck McCann (1), Vera Miles (1), Richard Mulligan (1), Patricia Neal (2 odcinki w roku 1975), James Olson (1), Sean Penn (2 odcinki w latach 1974-75), Eddie Quillan (7 odcinków w latach 1977-83), Anne Ramsey (1), Nick Ramus (1), Kim Richards (1), James Sikking (1), Madeleine Stowe (1), Robert Torti (1), Mitch Vogel (2 odcinki w latach 1974-75), M. Emmet Walsh (1), Collin Wilcox (1), Harris Yulin (1) i inni

## Odcinki
W ciągu dziesięciu lat, kiedy to serial był realizowany, powstało 9 sezonów (10, to często stosowane wspólne określenie dla trzech finałowych filmów) – w sumie: 204 odcinki (w większości niespełna 50-minutowych, choć powstało kilka dłuższych "odcinków specjalnych" o długości 75 i 90 minut). Dodatkowo na serial składa się pięć filmów telewizyjnych (ok. 90 minut każdy).
| Sezon 1 (1974-75) | Sezon 2 (1975-76) | Sezon 3 (1976-77) | Sezon 4 (1977-78) | Sezon 5 (1978-79) |
| --- | --- | --- | --- | --- |
| 1.00 Domek na Prerii (TV) 1.01 Żniwo 1.02 Wieśniaczki 1.03 Stumilowy spacer 1.04 Powrót pana Edwardsa 1.05 Miłość Johnny'ego Johnsona 1.06 Jeszcze zatańczysz na moim pogrzebie 1.07 Dwa przyjęcia 1.08 Pan mym Pasterzem cz.1 1.09 Pan mym Pasterzem cz.2 1.10 Wakacje mamy 1.11 Mama uczy w szkole 1.12 Głos Tinkera Jonesa 1.13 Szop 1.14 Nagroda 1.15 Boże Narodzenie w Plum Creek 1.16 Narzeczona doktora 1.17 Rodzinna kłótnia 1.18 Magik 1.19 Epidemia 1.20 Cierpienie 1.21 Szanse 1.22 Przetrwanie 1.23 Zobaczyć świat 1.24 Święto | 2.01 Najbogatszy człowiek w Walnut Grove 2.02 Okularnica 2.03 Bankier 2.04 Wiosenna zabawa 2.05 Na końcu tęczy 2.06 Biwak 2.07 Dom, w którym straszy 2.08 Mecz 2.09 Pamiętajcie o mnie cz.1 2.10 Pamiętajcie o mnie cz.2 2.11 Wiara czyni cuda 2.12 Fonograf 2.13 Prezent 2.14 Duma Walnut Grove 2.15 Ojciec i syn 2.16 Wagon 2.17 Długa droga do domu 2.18 Setna rocznica 2.19 Zakała 2.20 Dla Caroline 2.21 Powrót żołnierza 2.22 Do domu | 3.01 Zbiórka 3.02 Króliczek 3.03 Wyścig 3.04 Jeszcze jedna szansa 3.05 Potwór w Walnut Grove 3.06 Wiosenna podróż cz.1 3.07 Wiosenna podróż cz.2 3.08 Fred 3.09 Łobuzy 3.10 Myśliwi 3.11 Śnieżyca 3.12 Posiodłać wiatr 3.13 Kwarantanna 3.14 Małe kobietki 3.15 Indianin 3.16 Życie w strachu cz.1 3.17 Życie w strachu cz.2 3.18 Mądrość Salomona 3.19 Pozytywka 3.20 Wybory 3.21 Gorączka zota cz.1 3.22 Gorączka złota cz.2 | 4.01 Przybłęda 4.02 Zmiany 4.03 Ellen 4.04 Złota rączka 4.05 Wilki 4.06 Złoczyńca z Walnut Grove 4.07 Lekarz z Bożej łaski 4.08 Nienawiść 4.09 Nieudacznik 4.10 Pięściarz 4.11 Panny Młode 4.12 Na jarmarku 4.13 Ucieczka ku wolności 4.14 Rywale 4.15 Kraina szeptów 4.16 Pamiętam, pamiętam 4.17 Przyjaciółka 4.18 Spadek 4.19 Syn marnotrawny 4.20 Najcenniejszy dar 4.21 Pomacham Ci na pożegnanie cz.1 4.22 Pomacham Ci na pożegnanie cz.2 | 5.01 Jak długo jesteśmy razem cz.1 5.02 Jak długo jesteśmy razem cz.2 5.03 Wojownicy Winoka 5.04 Wnętrze człowieka 5.05 Nie ma jak w domu cz.1 5.06 Nie ma jak w domu cz.2 5.07 Fagin 5.08 Kronika Harriet 5.09 Ślub 5.10 Męskie sprawy 5.11 Oszuści 5.12 Podróż w nieznane cz.1 5.13 Podróż w nieznane cz.2 5.14 Dobra wróżka 5.15 Rzemieślnik 5.16 Ciuciubabka 5.17 Zatańcz ze mną 5.18 Dziecięce głosy 5.19 Potwór z jeziora Kezia 5.20 Podpalacz 5.21 Zaczarowana chatka 5.22 Niech mnie ktoś pokocha 5.23 Śmiertelna misja 5.24 Odyseja |

| Sezon 6 (1979-80) | Sezon 7 (1980-81) | Sezon 8 (1981-82) | Sezon 9 (1982-83) | Sezon 10 (1983-84)                                                                                        |
| --- | --- | --- | --- | --- |
| 6.01 Powrót do szkoły cz.1 6.02 Powrót do szkoły cz.2 6.03 Drzewo genealogiczne 6.04 Trzeci cud 6.05 Annabelle 6.06 Pastor się żeni 6.07 Sen w dniu Halloween 6.00 Lata w małym domku (TV) 6.08 Powrót pana Edwardsa 6.09 Król nie żyje 6.10 Uzdrowiciel 6.11 Autor autor 6.12 Połączenie 6.13 Gniewne serce 6.14 Wilkołak z Walnut Grove ? 6.15 Co się stało z klasą'56? 6.16 Mrok jest mym przyjacielem 6.17 Obietnice bez słów 6.18 Żeby byli z nas dumni cz.1 6.19 Żeby byli z nas dumni cz.2 6.20 Dwaj bracia 6.21 Druga wiosna 6.22 Słodka Szesnastka 6.23 Kocha, nie kocha cz.1 6.24 Kocha, nie kocha cz.2 | 7.01 Laura Ingalls Wilder cz.1 7.02 Laura Ingalls Wilder cz.2 7.03 Nowy początek 7.04 Walcz drużyno, walcz 7.05 Ciche wołanie 7.06 Portret miłosny 7.07 Rozwód w stylu Walnut Grove 7.08 Będę za Tobą tęsknić 7.09 Teściowie 7.10 Ujrzeć światło cz.1 7.11 Ujrzeć światło cz.2 7.12 Oleson kontra Oleson 7.13 Rozsądźmy to wspólnie 7.14 Bratankowie 7.15 Zaśpiewajmy radośnie 7.16 Do widzenia, pani Wilder 7.17 Sylwia cz.1 7.18 Sylwia cz.2 7.19 Ślepa sprawiedliwość 7.20 Powtórka z młodości 7.21 Sieroty cz.1 7.22 Sieroty cz.2 | 8.01 Reinkarnacja Nellie cz.1 8.02 Reinkarnacja Nellie cz.2 8.03 Pierwsze kłopoty 8.04 Czarny mędrzec 8.05 Mądrzejsze serce 8.06 Wielki Gambini 8.07 Legenda Czarnego Jake 8.08 Chicago 8.09 Z miłości do Nancy 8.10 Powiew przyszłości 8.11 Niezapomniane Święta 8.12 Dzika bestia 8.13 Zupa z kamienia 8.14 Spuścizna 8.15 Wujek Jed 8.16 Druga szansa 8.17 Dni słońca, dni cienia cz.1 8.18 Dni słońca, dni cienia cz.2 8.19 Obietnica 8.20 Odległy krzyk 8.21 Miał tylko 12 lat cz.1 8.22 Miał tylko 12 lat cz.2 | 9.01 Czasy się zmieniają cz.1 9.02 Czasy się zmieniają cz.2 9.03 Witamy w Olesonville 9.04 Szaleństwo 9.05 Mały Lou 9.06 Dzikus cz.1 9.07 Dzikus cz.2 9.08 Powrót Nellie 9.09 Budowniczowie imperium 9.10 Miłość 9.11 Dylemat Aldena 9.12 Ogród Marvina 9.13 Starsi bracia 9.14 Grzechy ojców 9.15 Pewnego razu 9.16 Znowu w domu cz.1 9.17 Znowu w domu cz.2 9.18 Bezimienne dziecko 9.19 Ostatnie lato 9.20 Z miłości do Blanche 9.21 Czy mogę prosić do tańca? 9.22 Dzień dobry i do widzenia | 10.01 Spojrzenie w przeszłość (TV) 10.02 Błogosław wszystkim dzieciom (TV) 10.03 Ostatnie pożegnanie (TV) |

## Wydania DVD
Od lipca 2003 (w USA), serial stopniowo ukazywał się na płytach DVD. W Polsce, w tej postaci wydane zostały sezon 1 i 2. Pierwsze dziewięć odcinków pojawiło się także w serii kolekcjonerskiej, wraz z dodatkowymi zeszytami (w sumie, pojawiły się tylko trzy numery).
Na wiosnę 1993, w Polsce ukazała się kaseta VHS z filmem pilotowym. 
| Sezon         | Liczba nośników | Data polskiej premiery |
| ------------- | --------------- | ---------------------- |
| Sezon 1       | 6               | 7 marca 2008           |
| Sezon 2       | 5               | 12 marca 2009          |
| Sezony 3 - 10 | -               | zrezygnowano z emisji  |